# سينون
 سينون ، (بالفرنسية: Cenon)‏، هي بلدية فرنسية تقع في إقليم جيروند، في منطقة آكيتين الجديدة، في جنوب غرب فرنسا.

## توأمة
لسينون اتفاقيات توأمة مع:
- لاريدو (1988 -)[9]

## أعلام
- برنار دارنيتشي
- فريديريك دا روكا
- جيروم فرنانديز